# جير كوغلان
جير كوغلان (بالإنجليزية: Ger Coughlan)‏ هو لاعب قذف أيرلندي، ولد في 31 أكتوبر 1957 في Kinnitty ‏ في جمهورية أيرلندا.